# Los Angeles Open 1984
Il Los Angeles Open 1984 è stato un torneo di tennis giocato sul cemento del Tennis Center di Los Angeles negli Stati Uniti. È stata la 58ª edizione del torneo, che fa parte del Volvo Grand Prix 1984. Si è giocato dal 9 al 16 settembre 1984.

## Campioni

### Singolare
Jimmy Connors  ha battuto in finale  Eliot Teltscher con il punteggio di 6–4 4–6 6–4

### Doppio
Ken Flach /  Robert Seguso hanno battuto in finale  Wojciech Fibak /  Sandy Mayer con il punteggio di 4–6, 6–4, 6–3